# Antillanca
Antillanca ist der Name einer Gruppe von Schichtvulkanen, Schlackenkegeln, und Maaren, die eine Fläche von etwa 380 Quadratkilometern hat. Sie liegt südöstlich des Lago Puyehue und nordöstlich des Lago Rupanco im zentralchilenischen Teil der Anden. Der eindrucksvollste Krater der Vulkangruppe ist der 1990 m hohe Casablanca. Bei den zwei einzigen bekannten großen explosiven Ausbrüchen vor etwa 2260 und 2910 Jahren wurden von ihm jeweils etwa zwei Kubikkilometer Tephra ausgestoßen. Gebiete mit heißen Quellen befinden sich an verschiedenen Orten im Südwesten des Gebietes.
Ein Großteil der Antillanca-Gruppe liegt im Puyehue Nationalpark. In unmittelbarer Nachbarschaft befinden sich die Vulkane Puyehue-Cordón Caulle, Puntiagudo und Osorno.